# Le Château-d'Oléron
Le Château-d'Oléron è un comune francese di 4 026 abitanti situato nel dipartimento della Charente Marittima nella regione di Nuova Aquitania.

## Società

### Evoluzione demografica
Abitanti censiti